# Jorge Canavesi
Pour les articles homonymes, voir Canavesi.
Jorge Canavesi, né le 22 août 1920 et mort le 2 décembre 2016, est un ancien joueur et entraîneur argentin de basket-ball.

## Palmarès
Entraîneur
- Champion du monde 1950